# Maasniel

Locatie in de gemeente Roermond (2008)

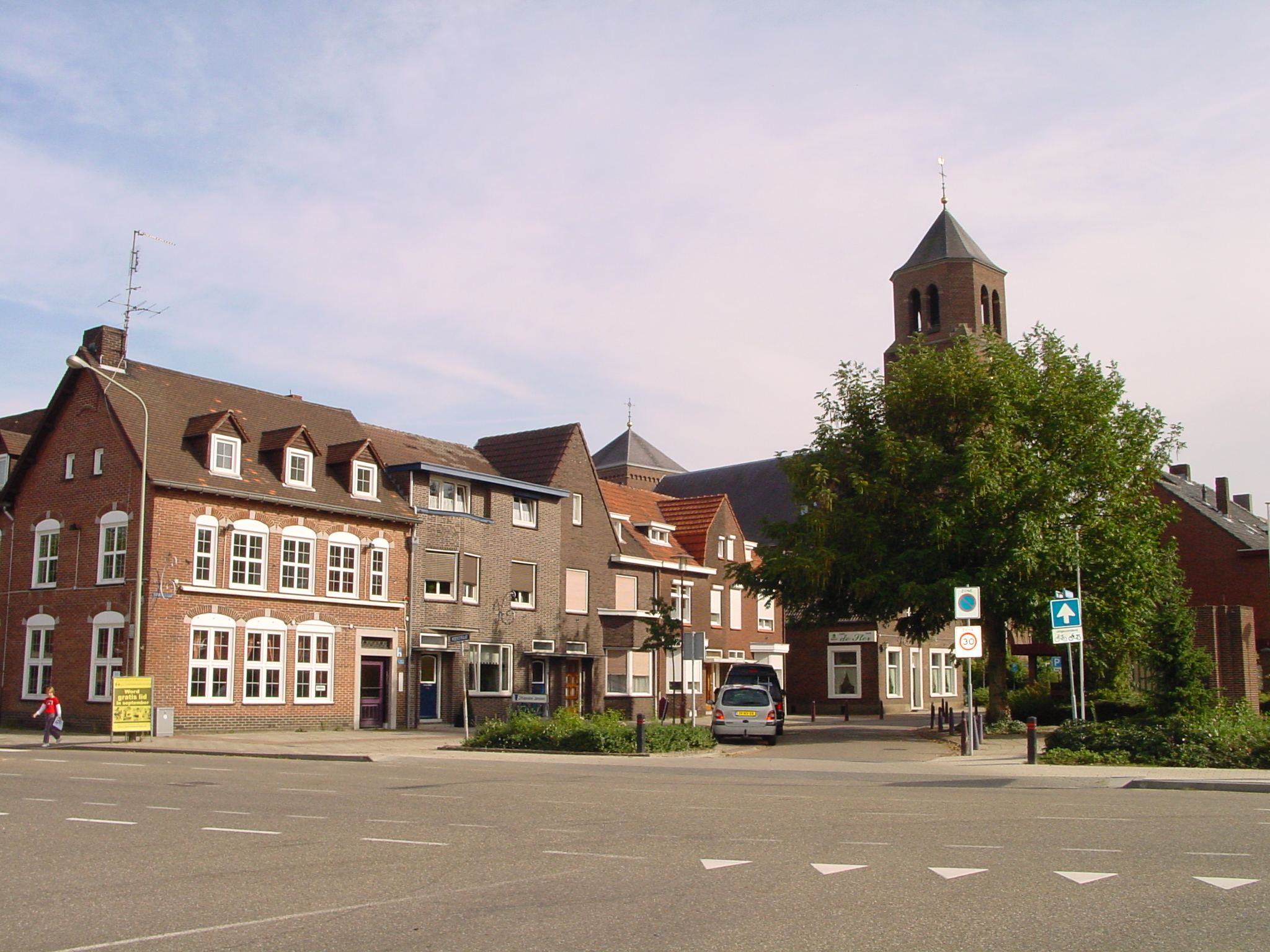
Centrum anno 2006

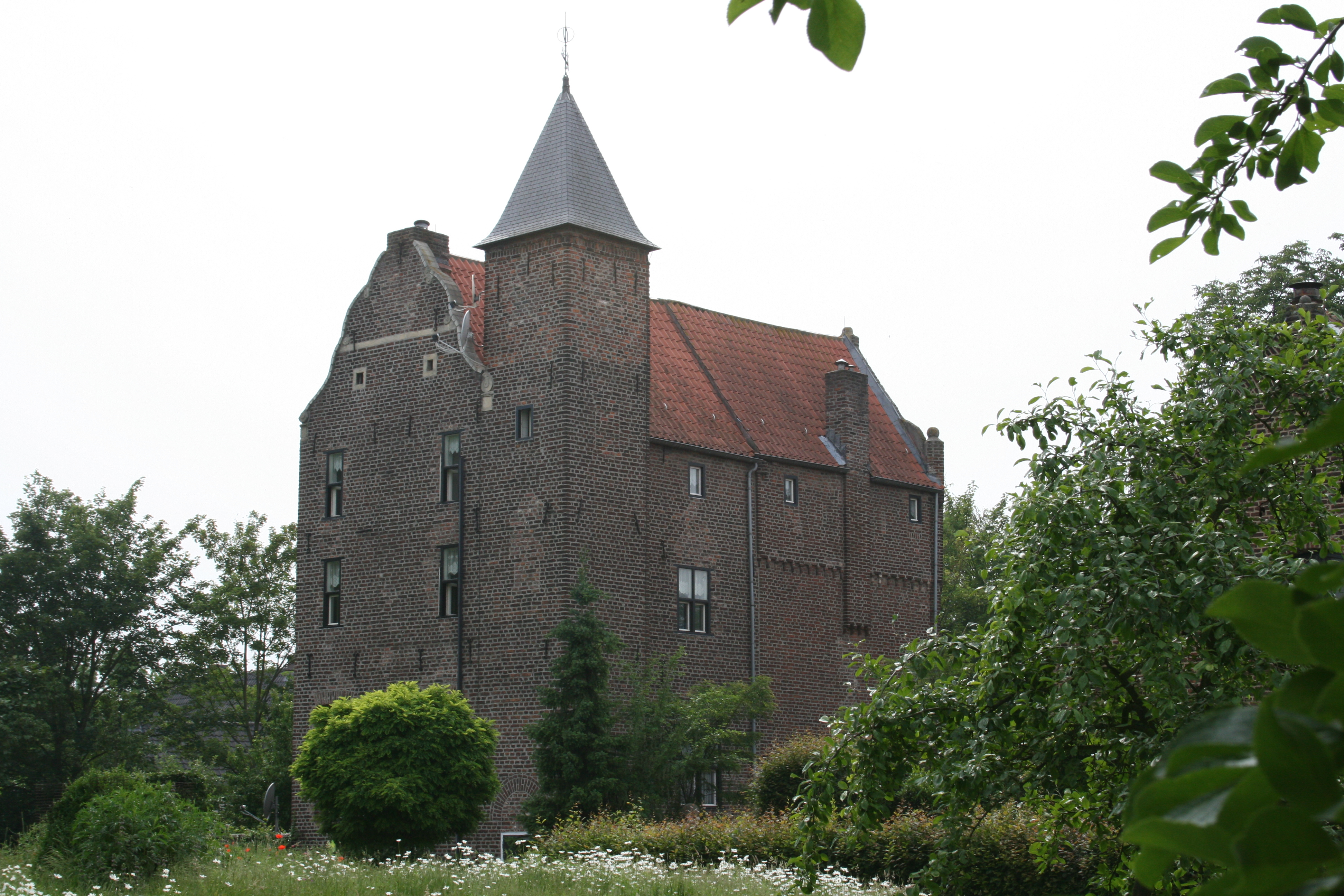
De Thooren

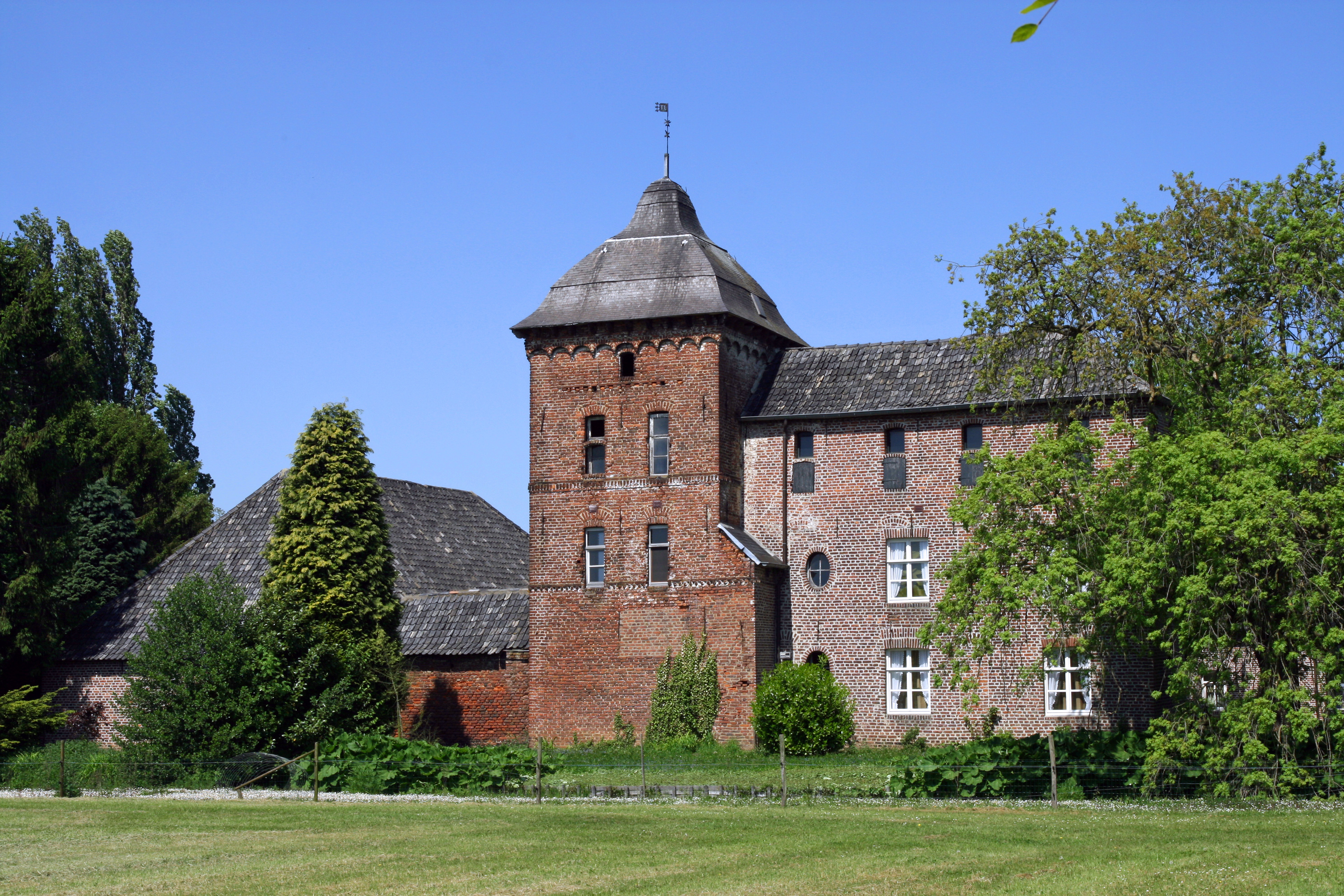
De Tegelarije

Maasniel (Limburgs: Neel) is een stadsdeel van Roermond en een voormalig dorp in het Nederlandse Midden-Limburg. Tot 1959 was het ook een zelfstandige gemeente, het werd daarna een wijk van Roermond, maar sinds 2004 heeft Maasniel weer zijn eigen plaatsnaamborden.
De gemeente Maasniel werd gevormd door de dorpen Maasniel, Leeuwen en Asenray en de gehuchten Broekhin, Spik, Straat, Maalbroek, Thusershof en Gebroek. Ook Donderberg en Hoogvonderen behoorden tot de voormalige gemeente Maasniel.

## Geschiedenis
In de pre-christelijke tijden lag ten zuiden van Maasniel een Donderberg.
Maasniel wordt voor het eerst genoemd in een oorkonde van de bisschop van Utrecht, in het jaar 943. Het gaat hier om "Nieol", en hoewel het niet geheel zeker is dat het hier daadwerkelijk om Maasniel gaat, is dit wel zeer waarschijnlijk.
Vanaf de 13e eeuw maakte het gebied van de voormalige gemeente Maasniel deel uit van de heerlijkheid Daelenbroek, waarvan de zetel was gevestigd in het gelijknamige kasteel, nabij Herkenbosch. Deze hoorde bij het Overkwartier of Opper-Gelre en was dus achtereenvolgens Spaans en Oostenrijks (of Belgisch). In de Franse tijd hoorde het ook bij het Belgisch departement van de Nedermaas.
De plattelandsgemeente Maasniel werd in 1959 bij het stedelijke Roermond gevoegd. Dit was de eerste grote herindeling in Nederlands Limburg. Al vier keer eerder in de geschiedenis was de zelfstandigheid van Maasniel serieus bedreigd, maar tijdens de modernisering van Limburg in de jaren vijftig kwam het proces in een stroomversnelling. Maasniel werd zich pas bewust van zijn eigenheid, toen die op het punt stond te verdwijnen. Als reactie daarop ontstond er belangstelling voor het lokale verleden en kwam de behoefte op aan een eigen verhaal en herkenbare symbolen.
Maasniel is sinds de jaren '60 enorm uitgebreid en vastgebouwd aan Roermond. Onder andere de wijken Tegelarijeveld, Brikkenoven, De Wijher en De Heuvel maken thans deel uit van Maasniel.

## Bezienswaardigheden
- De Sint-Laurentiuskerk
- Onze-Lieve-Vrouw-van-Lourdeskapel
- Kasteel De Thooren, 15e tot 18e eeuw.
- Kasteel De Tegelarije, waarvan de oorsprong teruggaat naar de 17e eeuw.
- Sint-Luciaklooster, van 1913.
- Zomerlinde van meer dan 150 jaar met een eigen instagram account.[1]
- Sint-Barbarabeeld, een mijnwerkersmonument met de patroonheilige van mijnwerkers
- Sint-Jozefkapel in Gebroek

## Natuur en landschap
Maasniel ligt op een hoogte van ongeveer 22 meter. Tegenwoordig is het grondgebied van Maasniel vrijwel geheel verstedelijkt. Door Maasniel loopt de Maasnielderbeek die in de vorm van een reeks waterpartijen als park is ingebed in de stedelijke omgeving en verder stroomafwaarts, in het eigenlijke dorp, overkluisd is. De beek volgt daar de straten Eiermarkt, Beekweg, Wilhelminalaan, Schouwberg en Burgemeester Thomas Wackersstraat om vanaf Borgeind door de laatste velden naar de Maas te stromen.

## Economie
Vroeger stond het dorp vooral bekend om zijn twee grote steenfabrieken, waarnaar ook de buurt Brikkenoven (is Limburgs voor steenoven) is genoemd, waarin dankzij de kleiige ondergrond vele stenen gebakken zijn. Reeds in 1904 bestond de stoomsteenfabriek Bremmers Wackers. Verder was er de steenfabriek Erven L.H. Joosten, welke van 1896 tot 1970 heeft bestaan. Ook was er een brouwerij genaamd De Leeuw.
Langs Maasniel loopt, aan de noordoostzijde, de autosnelweg A73, aangelegd tussen 2003 en 2008, die van Venlo tot Maasbracht loopt. Met de komst van de snelweg kwam tevens het Retailpark tot stand, dat officieel binnen de grenzen van de wijk Maasniel ligt.

## Verenigingsleven
Maasniel kent ondanks de annexatie nog een geheel eigen karakter dat voor een belangrijk deel nog overeind wordt gehouden door het verenigingsleven:
- Philharmonie Maasniel
- Schutterij St.Urbanus ( deze schutterij wist in 2014 na een lange strijd voor de 1e keer in haar historie het Oud Limburgs Schuttersfeest te winnen, waardoor zij in 2015 het OLS mocht organiseren. )
- Amateur schutterij St.Lerang
- Swift Atletiek
- Voetbalvereniging SVC 2000
- Handbalvereniging LimMid
- Korfbalvereniging Ready '60
- Carnavalsvereniging De Katers
- Carnavalsvereniging De Neelder Garde
- Scouting St. Jorisgroep
- Tennisclub TCM

Dat dit eigen karakter van Maasniel nog steeds overeind staat bewijst ook de "spreuk" van Maasniel (op zijn Limburgs): Neel blief Neel (in het Nederlands: Maasniel is Maasniel en Maasniel blijft Maasniel).

## Nabijgelegen kernen
Roermond,Maasniel, Asenray, Leeuwen, Swalmen, Asselt en Boukoul